# Ford P3
Der 1960 vorgestellte Taunus P3 oder 17 M war ein Personenkraftwagen der oberen Mittelklasse der deutschen Ford-Werke. Ford präsentierte ihn in einer von dem Designer Uwe Bahnsen kreierten neuartigen, sachlichen Form, für die der Slogan „Linie der Vernunft“ geprägt wurde. 1964 wurde er vom Taunus 17 M der Baureihe P5 abgelöst.

## Modellgeschichte

### Allgemeines
Mit dem Taunus P3 verließ Ford die Trapezlinie des Vorgängermodells P2. Der Wagen hatte weder Heckflossen noch überbordenden Chromschmuck und wirkte wieder europäischer. Er sah nicht nur sachlicher aus, sondern war deutlich wirtschaftlicher und zweckmäßiger als sein Vorgänger: Die veränderte Karosserieform brachte einen um 20 % geringeren Kraftstoffverbrauch bei höheren Geschwindigkeiten mit sich sowie bessere Beschleunigungswerte und eine größere Höchstgeschwindigkeit.  Die hochgezogene Windschutzscheibe war stark gewölbt. Die Oval-Scheinwerfer ergaben bei Abblendlicht eine deutlich bessere Lichtverteilung und -intensität. Durchgehende Längsträger machten die Ganzstahlkarosserie verwindungssteif, sodass für die viertürige Ausführung keine Verstärkungen erforderlich waren. Wenig fortschrittlich war hingegen die beibehaltene 6-Volt-Bordspannung. Zur Verbesserung des Bedienkomforts war auch der erste Gang des P3 synchronisiert. Das Fahrwerk mit MacPherson-Federbeinen und Querlenkern an den einzeln aufgehängten Vorderrädern und einer Starrachse an Blattfedern hinten hatte Ford ohne wesentliche Änderungen vom P2 übernommen. 
Außer der Limousine mit zwei oder vier Türen gab es den von Ford „Turnier“ genannten Kombi, anfangs mit hochgesetzten Heckleuchten am Dachrand, später mit auf die Kotflügel aufgesetzten und zuletzt mit in die Kotflügel eingesetzten Rücklichtern. Der Kombi hatte verstärkte hintere Federn und größere Reifen. Man konnte zeitweise unter drei verschiedenen Heckklappen wählen: die erste war oben am Dach angeschlagen, die zweite war eine an der linken Seite befestigte Tür und die dritte war am Wagenboden angeschlagen, die Heckscheibe musste zum Öffnen der Klappe erst mit einer Kurbel eingefahren werden.
Während der gesamten Bauzeit hatte der Käufer die Wahl zwischen drei Motoren (1498, 1698 und 1758 cm³) und einer Vielzahl an Farbkombinationen von Lack und Inneneinrichtung. Auf Wunsch war bei Dreiganggetrieben die automatische Kupplung „Saxomat“ erhältlich.

### Varianten
Der P3 wurde als zwei- oder viertürige Limousine verkauft. Zusätzlich war eine dreitürige Kombiversion mit der Bezeichnung „Turnier“ erhältlich. Besonders auffällig war die Gestaltung der frühen Kombimodelle: Die Rücklichter waren unkonventionell an der hinteren Kante des Dachs über der Heckklappe positioniert als zwei horizontale, rote Leuchten. Diese Ausführung unterstrich die Entschlossenheit der Designer, mit dem Taunus P3 einen frischen und innovativen Stil einzuführen. Später wurden die Rücklichter der Turnier-Modelle in einer konventionelleren Position am Heck des Fahrzeugs angebracht.
Wie von seinem Vorgänger gab es auch vom Taunus P3 Sondermodelle, die der Kölner Karosseriebauer Karl Deutsch herstellte. Dazu zählten zweitürige Cabriolets und Coupés, die auf Kundenwunsch umgebaut wurden. Diese exklusiven Fahrzeuge waren jedoch relativ teuer, sodass nur etwa 150 Exemplare produziert wurden.
Der Taunus P3 wurde in einer ungewöhnlich breiten Palette von Farben und Innenausstattungen angeboten, was ihn von vielen Konkurrenten seiner Zeit abhob.
Die frühen 1960er Jahre waren eine Zeit des raschen Wachstums der westeuropäischen Automobilindustrie. Der Ford Taunus P3 fand daher auch Abnehmer außerhalb Deutschlands. Zu den Exportmärkten gehörten unter anderem Griechenland und Australien. In Australien wurden einige Modelle vor Ort zu „Pick-ups“ oder „Utes“ umgebaut, wie die dort gebräuchliche Bezeichnung für Nutzfahrzeuge lautet. Darüber hinaus wurde der Taunus 17M (P3) in Rechtslenkerversionen für Märkte wie Südafrika und Südrhodesien gebaut.

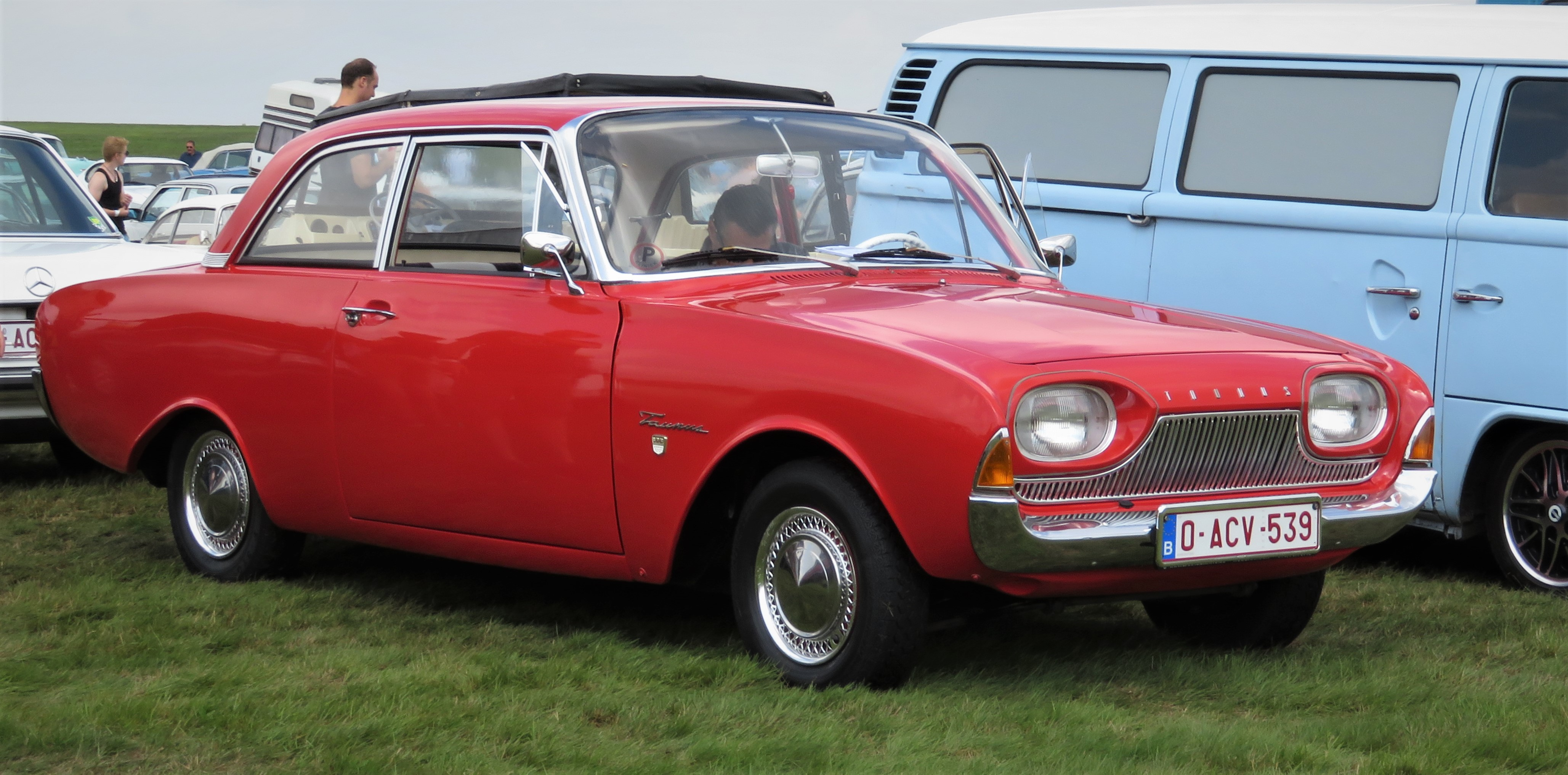
Ford Taunus 17 M (1961)
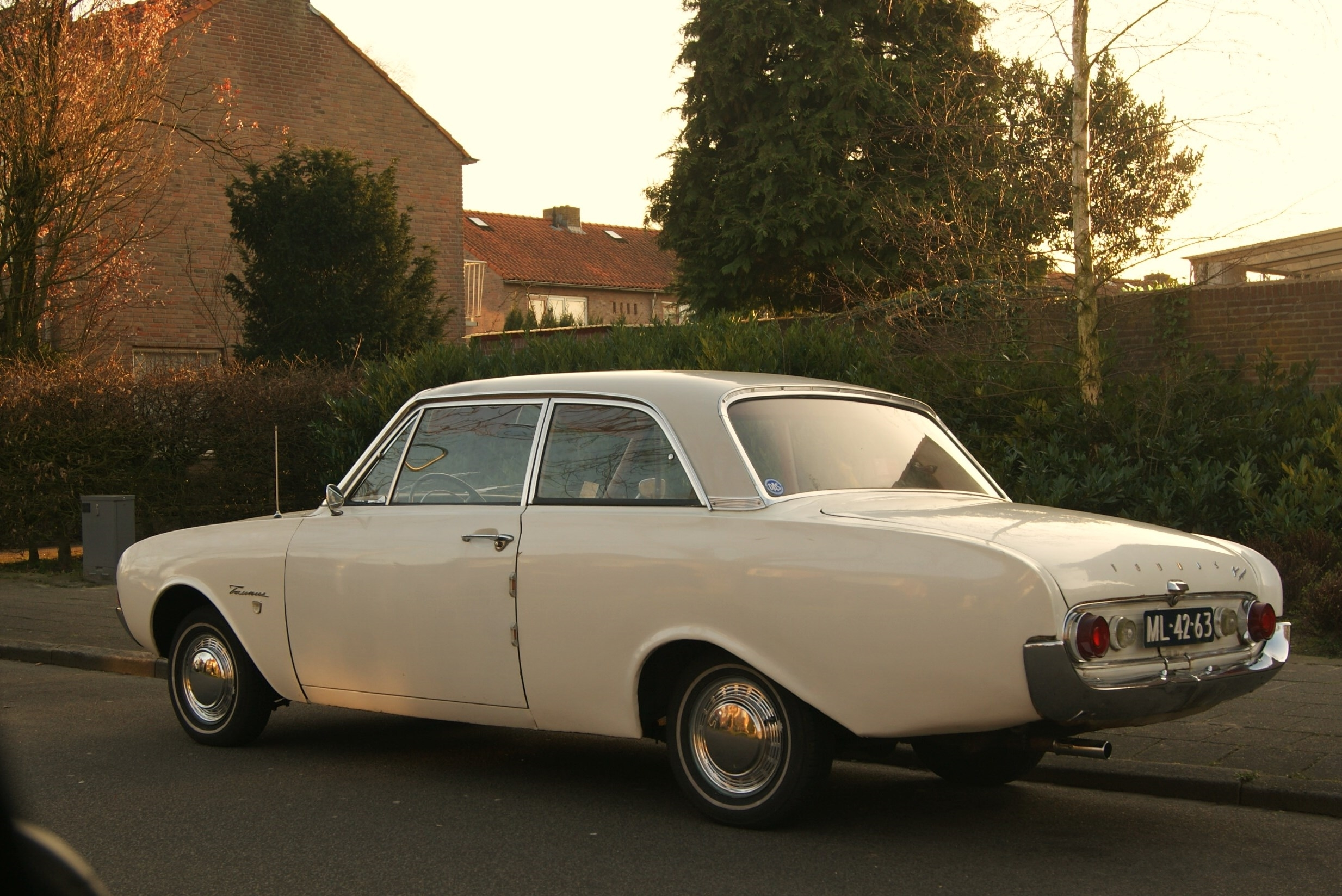
Ford Taunus 17 M (1961)
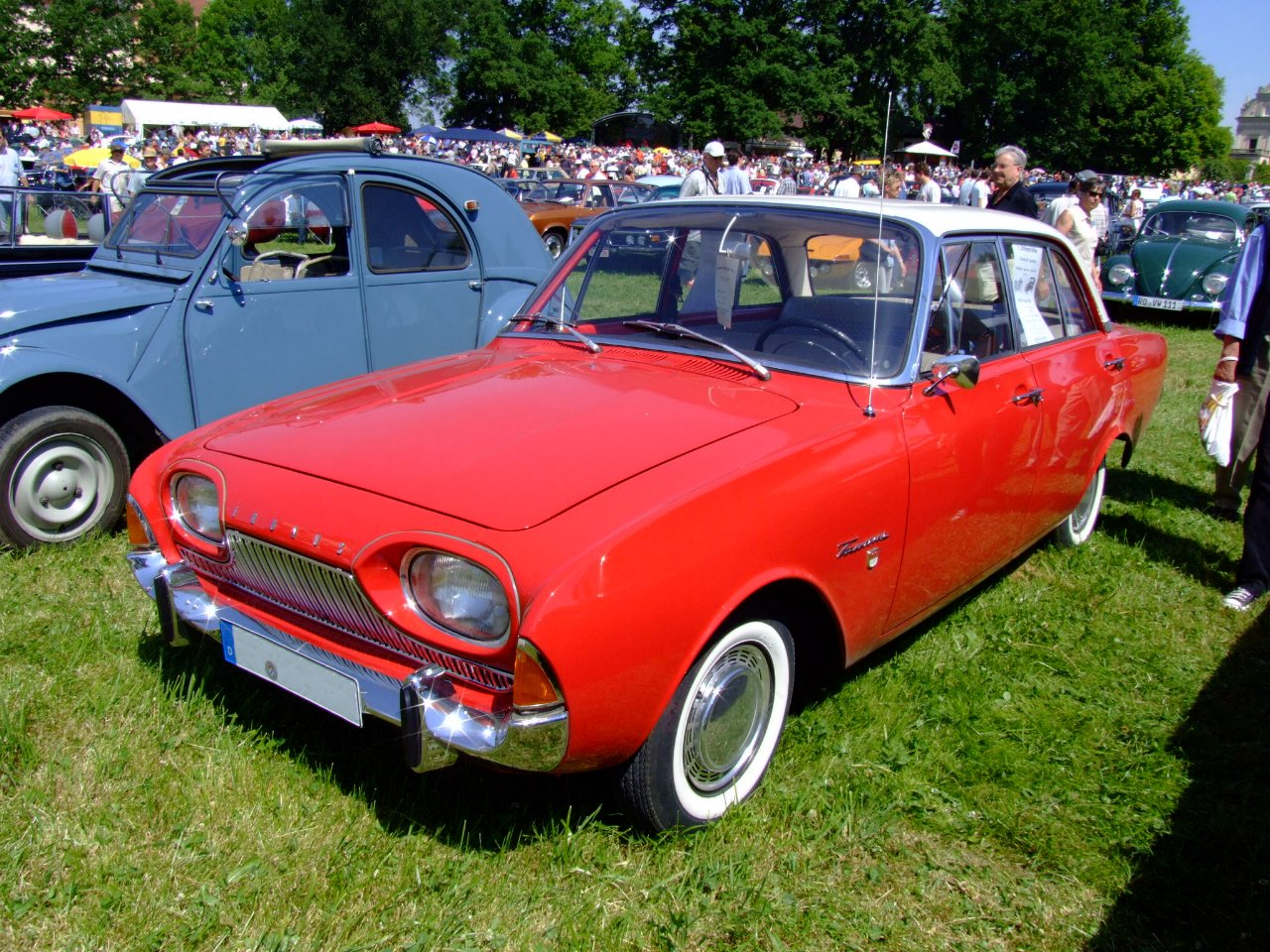
Ford Taunus 17 M Viertürer (1961)
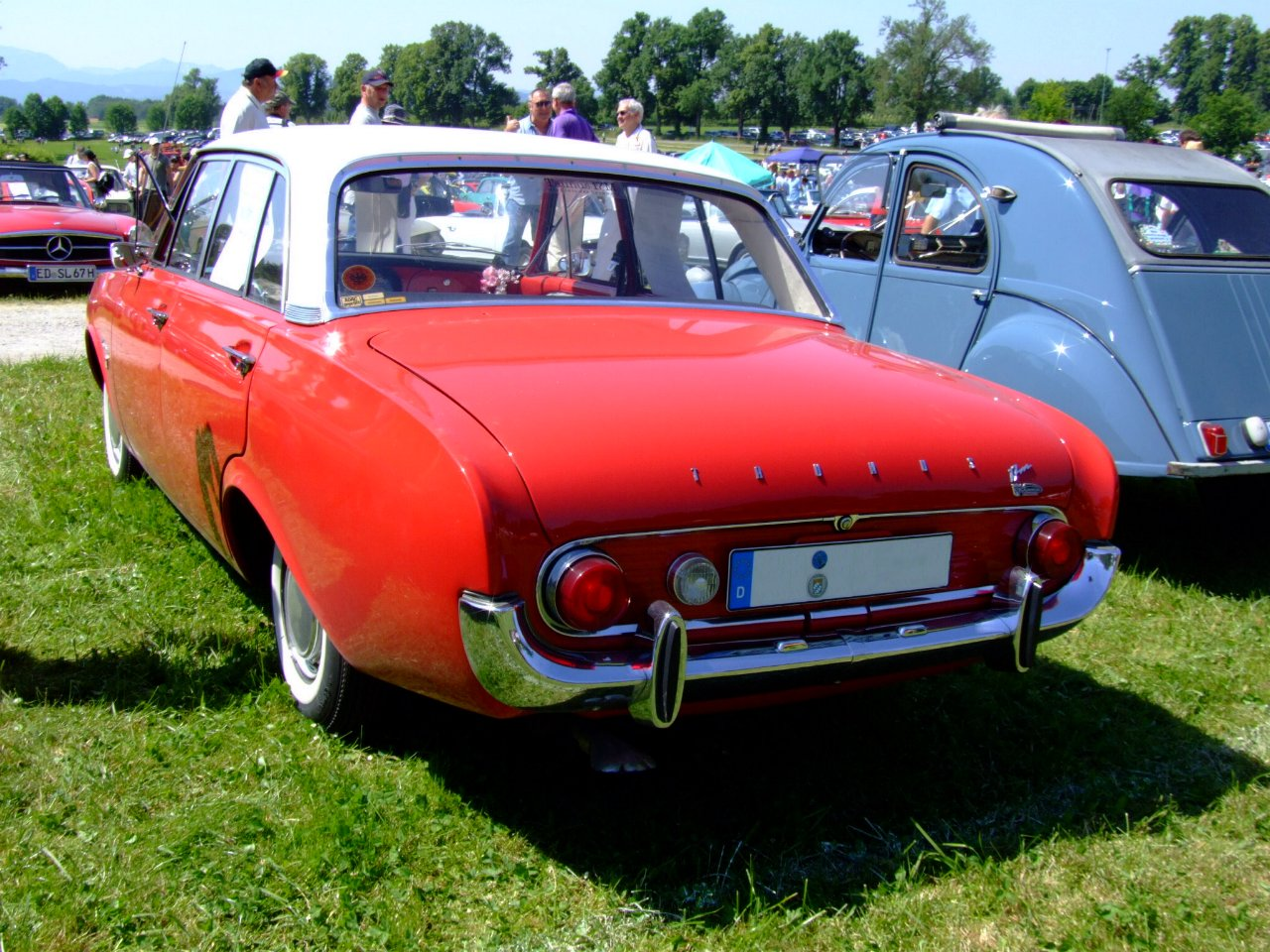
Heck
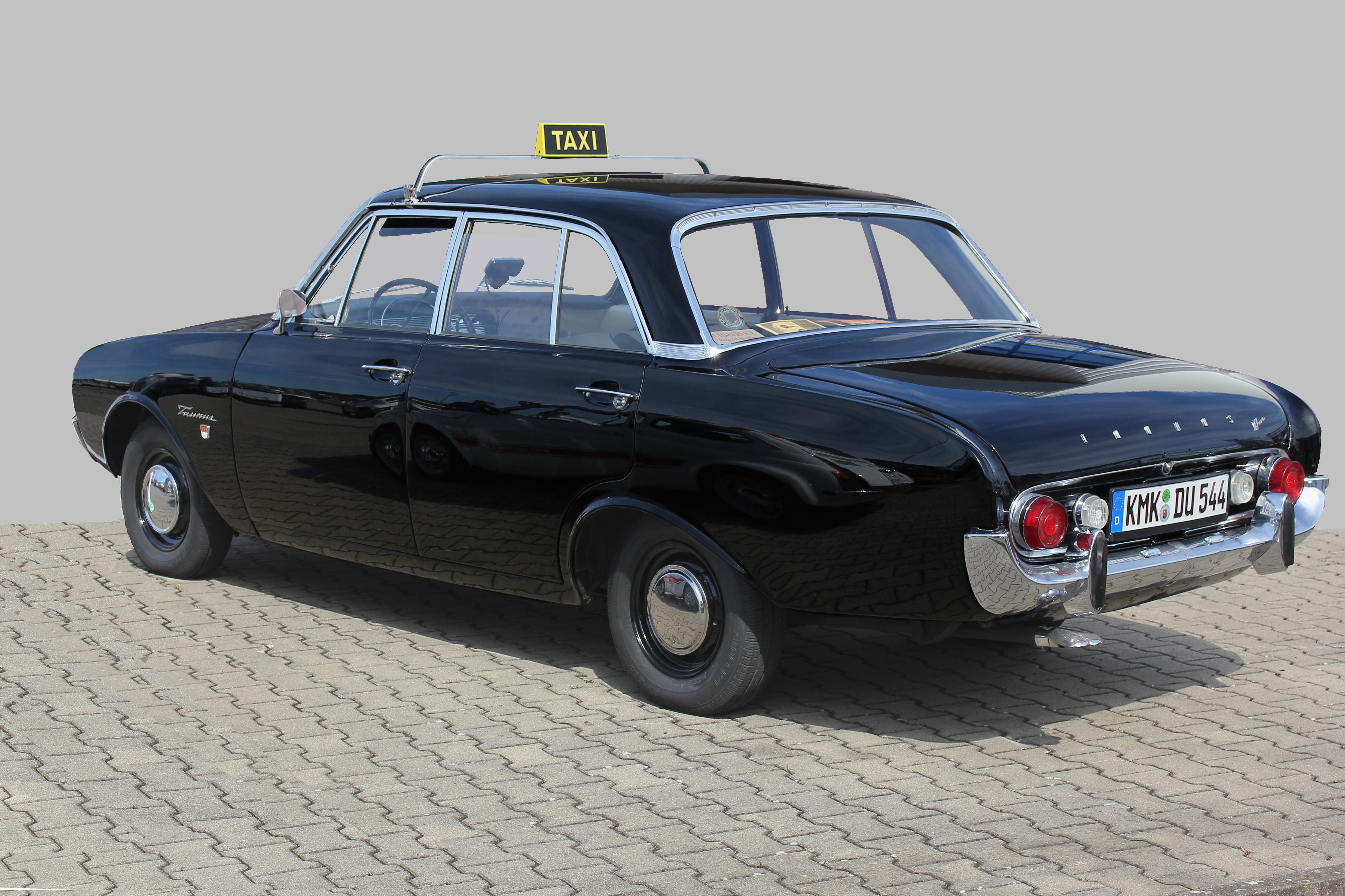
Viertüriges Taxi
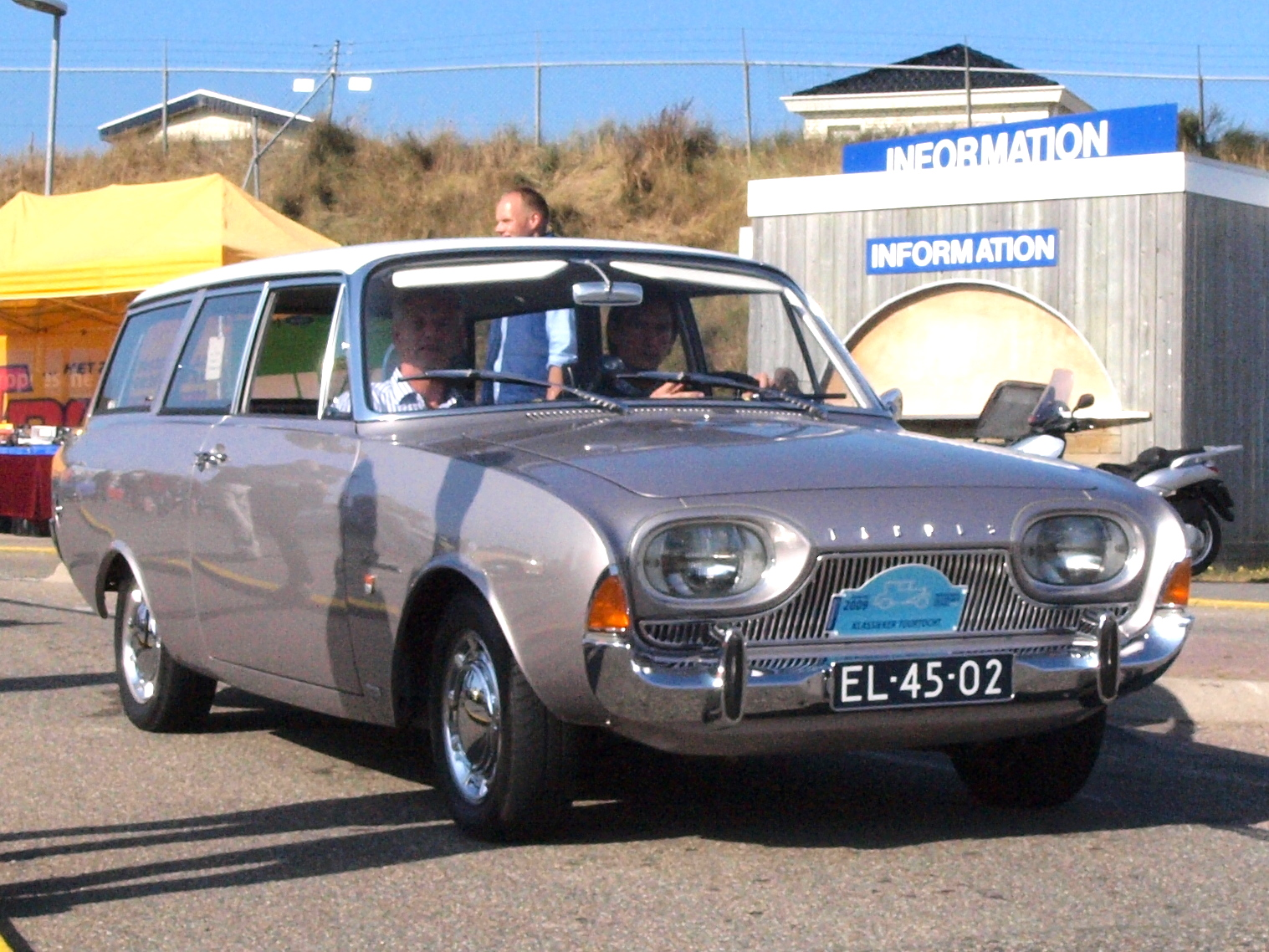
Ford Taunus 17 M Turnier (1961)
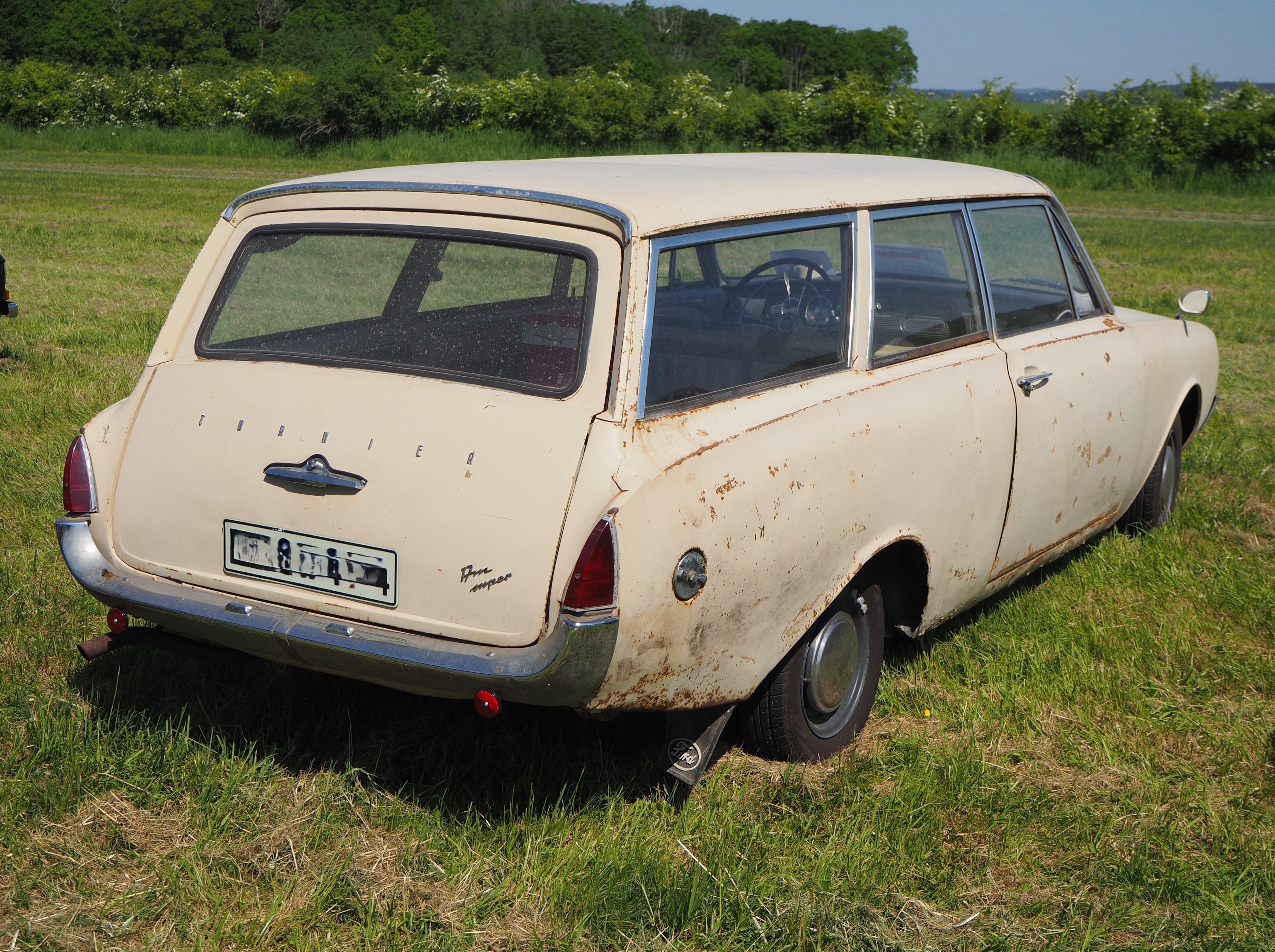
Ford Taunus 17 M Turnier (1961)
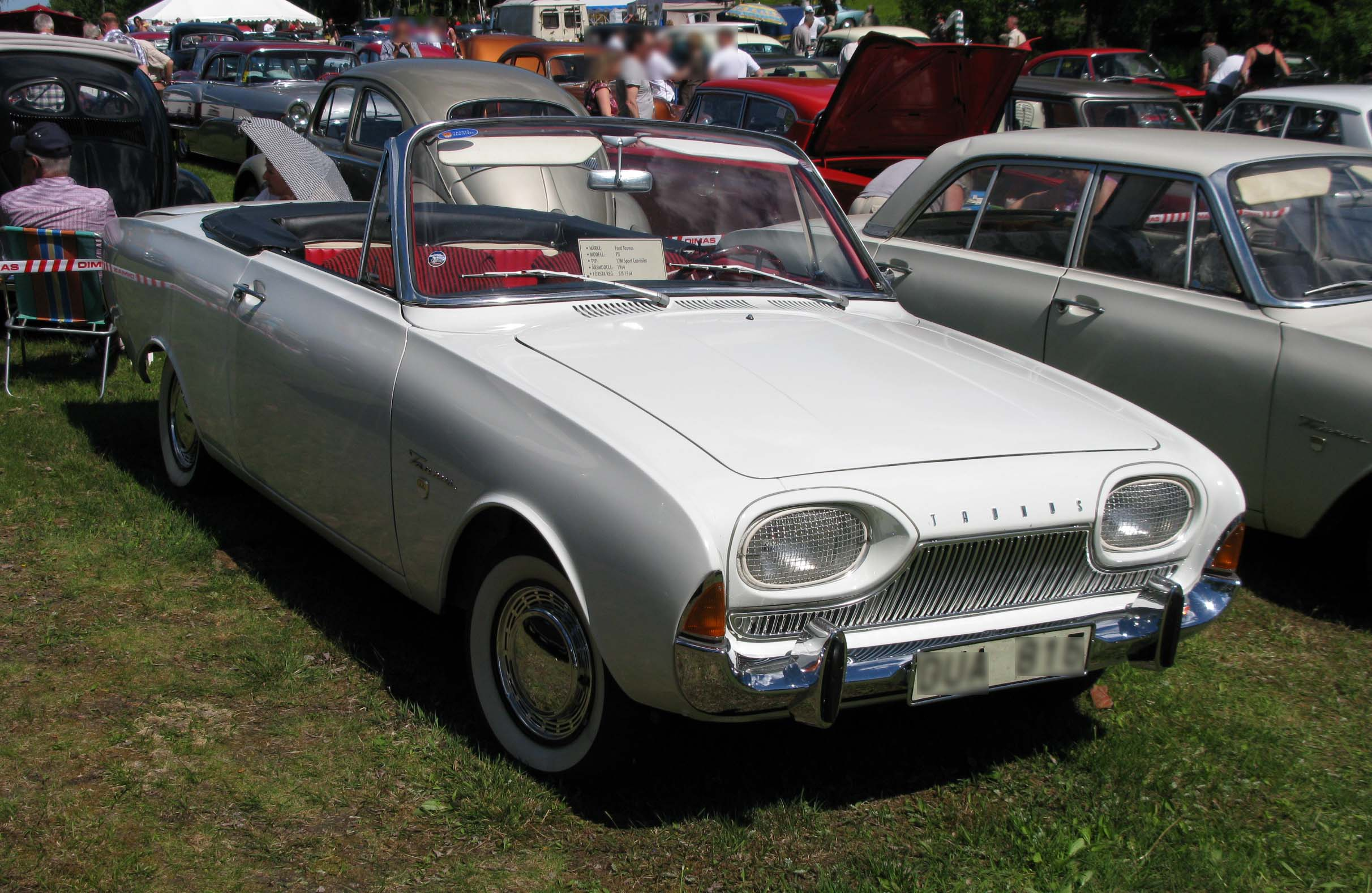
Ford Taunus P3 Deutsch-Cabrio (1964)
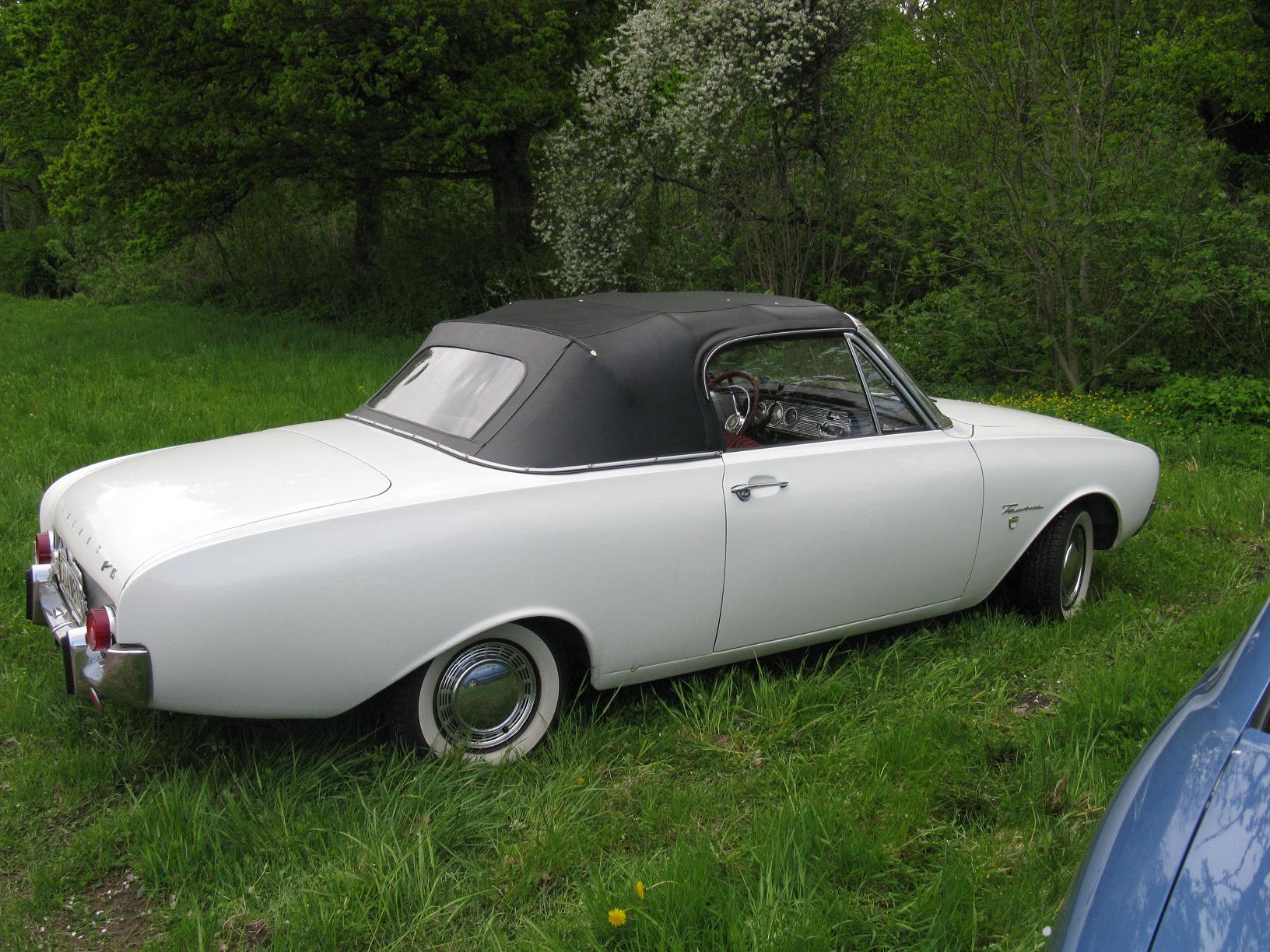
Ford Taunus P3 Deutsch-Cabrio (1964)
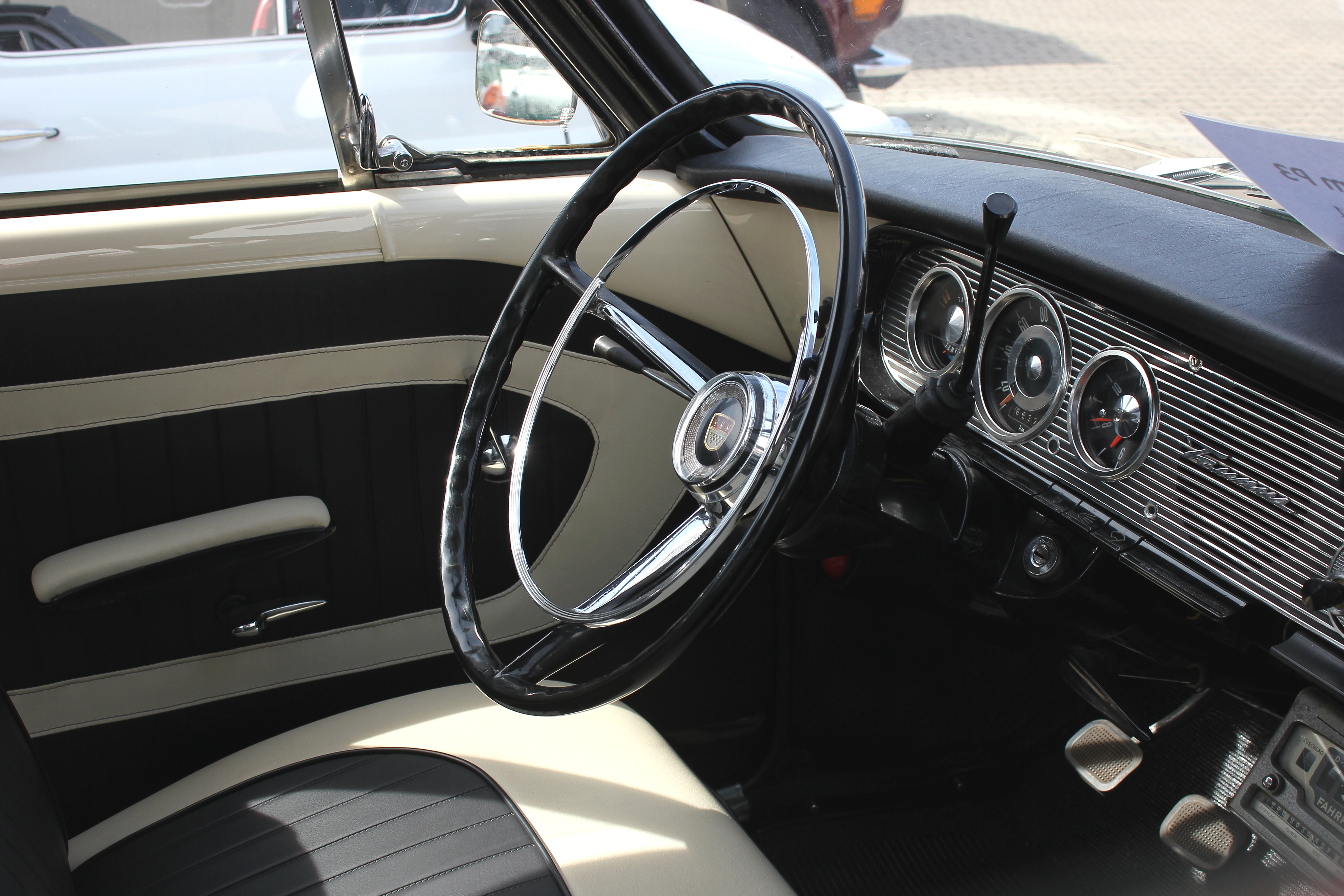
P3, Interieur

### Design
Die ersten Taunus-Modelle der Nachkriegszeit wurden allesamt in Nordamerika entworfen. Der Taunus P3 hingegen war das Werk von Uwe Bahnsen, eines in Deutschland geborenen Designers, der fast drei Jahrzehnte das Automobildesign bei Ford Deutschland prägte. Zu seinen späteren Entwürfen zählen unter anderem der Ford Capri von 1969 sowie dessen Nachfolgemodelle. Gegen Ende seiner Karriere als Designchef leitete Bahnsen auch die Teams, die den Ford Sierra und den Ford Scorpio entwickelten. Innerhalb des Designs der 1960er Jahre gilt der Taunus P3 als Bahnsens innovativster Serienentwurf.
Das Design des Taunus P3 von 1960 zeichnete sich durch eine markante geometrische Grundform aus. Diese Form prägte nicht nur den Frontgrill, sondern wiederholte sich auch an der Heckpartie und den Seitenwänden. Zwei große Aussparungen für die Scheinwerfer brachen die ansonsten harmonische Frontgestaltung auf. Diese charakteristische Formgebung setzte sich im Innenraum fort: Die Hauptinstrumente und Bedienelemente am Armaturenbrett waren von einem auffälligen Rahmen eingefasst, der an eine langgezogene Kugel erinnerte. Diese durchgängige Wiederholung eines schlichten geometrischen Motivs schuf eine visuelle Einheitlichkeit, die stark im Kontrast zur detailreichen und chromlastigen Gestaltung des vorherigen Modells, des Taunus 17M, stand. 
Mit diesem Schritt löste sich Ford Deutschland von einem amerikanisch inspirierten Stil und wechselte zu einer moderneren, europäischen Formgestaltung. Die Zurückhaltung bei Chrom und der Verzicht auf Heckflossen unterstrichen diesen Wandel. Trotz der geringeren Außenbreite bot der Taunus P3 einen geräumigeren Innenraum als sein Vorgänger, was Ford in der Vermarktung des Modells betonte.
Wegen seiner Form erhielt der Taunus P3 schnell einen Spitznamen: Der Name „Badewanne“ setzte sich schnell durch und ist bis heute als „Badewannentaunus“ unter Enthusiasten geläufig.

## Technische Daten
Im Einzelnen gab es folgende Modelle:
| Ford Taunus 17M / 17M/TS (P3)      | Ford Taunus 17M / 17M/TS (P3)                                                                     | Ford Taunus 17M / 17M/TS (P3)                                                                     | Ford Taunus 17M / 17M/TS (P3)                                                                     | Ford Taunus 17M / 17M/TS (P3)                                                                     | Ford Taunus 17M / 17M/TS (P3)                                                                     |
| Modell                             | 17M 1500                                                                                          | 17M 1700                                                                                          | 17M 1700                                                                                          | 17M/TS 1750                                                                                       | 17M/TS 1750                                                                                       |
| ---------------------------------- | ------------------------------------------------------------------------------------------------- | ------------------------------------------------------------------------------------------------- | ------------------------------------------------------------------------------------------------- | ------------------------------------------------------------------------------------------------- | ------------------------------------------------------------------------------------------------- |
| Bauzeitraum                        | 09/61–08/64                                                                                       | bis 08/63                                                                                         | ab 09/63                                                                                          | bis 08/63                                                                                         | ab 09/63                                                                                          |
| Motor                              | 4-Zylinder-Reihen-Motor (Viertakt-Ottomotor)                                                      | 4-Zylinder-Reihen-Motor (Viertakt-Ottomotor)                                                      | 4-Zylinder-Reihen-Motor (Viertakt-Ottomotor)                                                      | 4-Zylinder-Reihen-Motor (Viertakt-Ottomotor)                                                      | 4-Zylinder-Reihen-Motor (Viertakt-Ottomotor)                                                      |
| Bohrung × Hub                      | 82 × 70,9 mm                                                                                      | 84 × 76,6 mm                                                                                      | 84 × 76,6 mm                                                                                      | 85,5 × 76,6 mm                                                                                    | 85,5 × 76,6 mm                                                                                    |
| Hubraum                            | 1498 cm³                                                                                          | 1698 cm³                                                                                          | 1698 cm³                                                                                          | 1758 cm³                                                                                          | 1758 cm³                                                                                          |
| max. Leistung                      | 55 PS (40 kW) bei 4250/min                                                                        | 60 PS (44 kW) bei 4250/min                                                                        | 65 PS (48 kW) bei 4250/min                                                                        | 70 PS (51 kW) bei 4500/min                                                                        | 75 PS (55 kW) bei 4500/min                                                                        |
| max. Drehmoment                    | 111 Nm bei 2400/min                                                                               | 129 Nm bei 2200/min                                                                               | 139 Nm bei 2100/min                                                                               | 140 Nm bei 2200/min                                                                               | 144 Nm bei 2300/min                                                                               |
| Verdichtung                        | 6,8 : 1                                                                                           | 7,0 : 1                                                                                           | 8,4 : 1                                                                                           | 8,5 : 1                                                                                           | 8,6 : 1                                                                                           |
| Vergaser                           | Ein Fallstromvergaser Solex 32 PICP ab 09/63 Solex 32 PDSIT 4 mit Startautomatik                  | Ein Fallstromvergaser Solex 32 PICP                                                               | Ein Fallstromvergaser Solex 32 DPSIT mit Startautomatik                                           | Ein Fallstromvergaser Solex 32 PICP                                                               | Ein Register-Fallstromvergaser Solex 32 DIDTA mit Startautomatik                                  |
| Verbrauch auf 100 km               | 9,5–10,5 Liter                                                                                    | 10–11 Liter                                                                                       | 10–11 Liter                                                                                       | 10 Liter                                                                                          | 11 Liter                                                                                          |
| Höchstgeschwindigkeit (Taunomatik) | 136 km/h                                                                                          | 138 km/h                                                                                          | 140 km/h                                                                                          | 148 km/h                                                                                          | 154 km/h                                                                                          |
| Beschleunigung                     | 22 Sekunden                                                                                       | 20,5 Sekunden                                                                                     | 17,5 Sekunden                                                                                     | 17 Sekunden                                                                                       | 15 Sekunden                                                                                       |
| Bereifung                          | 5,90–13 Turnier 510 6,40–13                                                                       | 5,90–13 Turnier 510 6,40–13                                                                       | 5,90–13 Turnier 510 6,40–13                                                                       | 5,90 S–13                                                                                         | 5,90 S–13                                                                                         |
| Bremsen                            | Trommelbremsen (⌀ 230 mm) Ab 04/63 auf Wunsch und ab 07/63 Serie vorne Scheibenbremsen (⌀ 188 mm) | Trommelbremsen (⌀ 230 mm) Ab 04/63 auf Wunsch und ab 07/63 Serie vorne Scheibenbremsen (⌀ 188 mm) | Trommelbremsen (⌀ 230 mm) Ab 04/63 auf Wunsch und ab 07/63 Serie vorne Scheibenbremsen (⌀ 188 mm) | Trommelbremsen (⌀ 230 mm) Ab 04/63 auf Wunsch und ab 07/63 Serie vorne Scheibenbremsen (⌀ 188 mm) | Trommelbremsen (⌀ 230 mm) Ab 04/63 auf Wunsch und ab 07/63 Serie vorne Scheibenbremsen (⌀ 188 mm) |
| Schaltung                          | Lenkradschaltung (3 oder 4 Gänge)                                                                 | Lenkradschaltung (3 oder 4 Gänge)                                                                 | Lenkradschaltung (3 oder 4 Gänge)                                                                 | Lenkradschaltung (3 oder 4 Gänge)                                                                 | Lenkradschaltung (3 oder 4 Gänge)                                                                 |
| Tankinhalt                         | 45 Liter (im Heck)                                                                                | 45 Liter (im Heck)                                                                                | 45 Liter (im Heck)                                                                                | 45 Liter (im Heck)                                                                                | 45 Liter (im Heck)                                                                                |
| Vorderradaufhängung                | MacPherson-Federbeine, Querlenker, Stabilisator                                                   | MacPherson-Federbeine, Querlenker, Stabilisator                                                   | MacPherson-Federbeine, Querlenker, Stabilisator                                                   | MacPherson-Federbeine, Querlenker, Stabilisator                                                   | MacPherson-Federbeine, Querlenker, Stabilisator                                                   |
| Hinterachsaufhängung               | Starrachse an Blattfedern, Teleskopstoßdämpfer                                                    | Starrachse an Blattfedern, Teleskopstoßdämpfer                                                    | Starrachse an Blattfedern, Teleskopstoßdämpfer                                                    | Starrachse an Blattfedern, Teleskopstoßdämpfer                                                    | Starrachse an Blattfedern, Teleskopstoßdämpfer                                                    |
| Elektrische Anlage                 | Batterie 6 V / 76 Ah, Lichtmaschine 180 W                                                         | Batterie 6 V / 76 Ah, Lichtmaschine 180 W                                                         | Batterie 6 V / 76 Ah, Lichtmaschine 180 W                                                         | Batterie 6 V / 76 Ah, Lichtmaschine 180 W                                                         | Batterie 6 V / 76 Ah, Lichtmaschine 180 W                                                         |

### Bedeutung
Mit diesem Modell konnte Ford kurzzeitig zu den Zulassungszahlen von Opel aufschließen (Anzahl der gebauten P3 669.731 Stück, davon 86.010 Kombis). Noch heute sind mehrere hundert Fahrzeuge dieser Baureihe angemeldet (meist mit Oldtimerzulassung).
In einer sehr geringen Zahl von etwa 150 Stück produzierte das Karosseriewerk Deutsch ein Cabriolet und eine Coupé-Variante. Einige Taunus P3 wurden in Südafrika und Griechenland zum Pick-up umgebaut.
Der Taunus P3, der seinerzeit im Volksmund wegen seiner Form „Badewanne“ genannt wurde, gilt heute als Design-Meilenstein.